# Phlebodium
Phlebodium, rod paprati iz porodice Polypodiaceae, dio je potporodice Polypodioideae. Sastoji se od 3 vrste i jedne notovrste iz tropskog Novog svijeta.
Tipična vrsta je epifit Phlebodium aureum (L.) J. Sm. Rod je opisan u Journal of Botany, being a second series of the Botanical Miscellany 4: 58. 1841.

## Vrste
1. Phlebodium aureum (L.) J.Sm.
2. Phlebodium decumanum (Willd.) J.Sm.
3. Phlebodium pseudoaureum (Cav.) Lellinger
4. Phlebodium ×hemipinnatum Tejero, Mickel & A.R.Sm.

## Sinonimi
- Chrysopteris Link; Fil. Spec.: 116, 120 (1841)
- Polypodium sect. Phlebodium R.Br., bazionim